# Aeneas (Washington)
Aeneas es un área no incorporada ubicada en el condado de Okanogan en el estado estadounidense de Washington.

## Geografía
Aeneas se encuentra ubicado en las coordenadas 48°32′51″N 118°58′43″O / 48.54750, -118.97861.